# Gashandtag
Gashandtag är det handtag man gasar med på fordon med styre som till exempel motorcykel, fyrhjuling och moped, men finns också på olika andra motordrivna fordon och verktyg. Gashandtaget har oftast fyra viktiga delar: handtag, handtagsfäste, nippel och gasvajer. Handtaget fungerar med hjälp av gasvajern som sitter fast i motorn på fordonet eller verktyget och är sedan fäst i handtagsfästet med hjälp av nippeln. Det finns två olika nipplar: skruvnippel och lödd nippel. Skruvnippeln kan man justera, men det kan man inte på en lödd nippel. När man vrider på gashandtaget spänns gasvajern och reglerar trottelspjället i förgasaren och det resulterar i att motorn får mer bränsle och accelererar fortare.